# 川越水上公園
川越水上公園（かわごえすいじょうこうえん）は埼玉県川越市にある公園。公益財団法人埼玉県公園緑地協会が管理している。
4種類のスライダープールに、造波プール、飛び込み可能なプールなど、種類が豊富である。
なお、同公園および埼玉県営の2プール（しらこばと水上公園、加須はなさき水上公園）では、2011年夏から、入れ墨・タトゥーをした者の入場規制が非常に厳しく行われている。
2023年5月29日、園内に「川越市自転車シェアリング」のステーションがオープン。

## 主な施設
- 夏季プール
  1. 流水プール（344m×幅8m）
  2. 造波プール（波高0.5m）
  3. 多目的プール（面積2,760㎡）
  4. 飛込プール（高さ0.8m、1.2m）

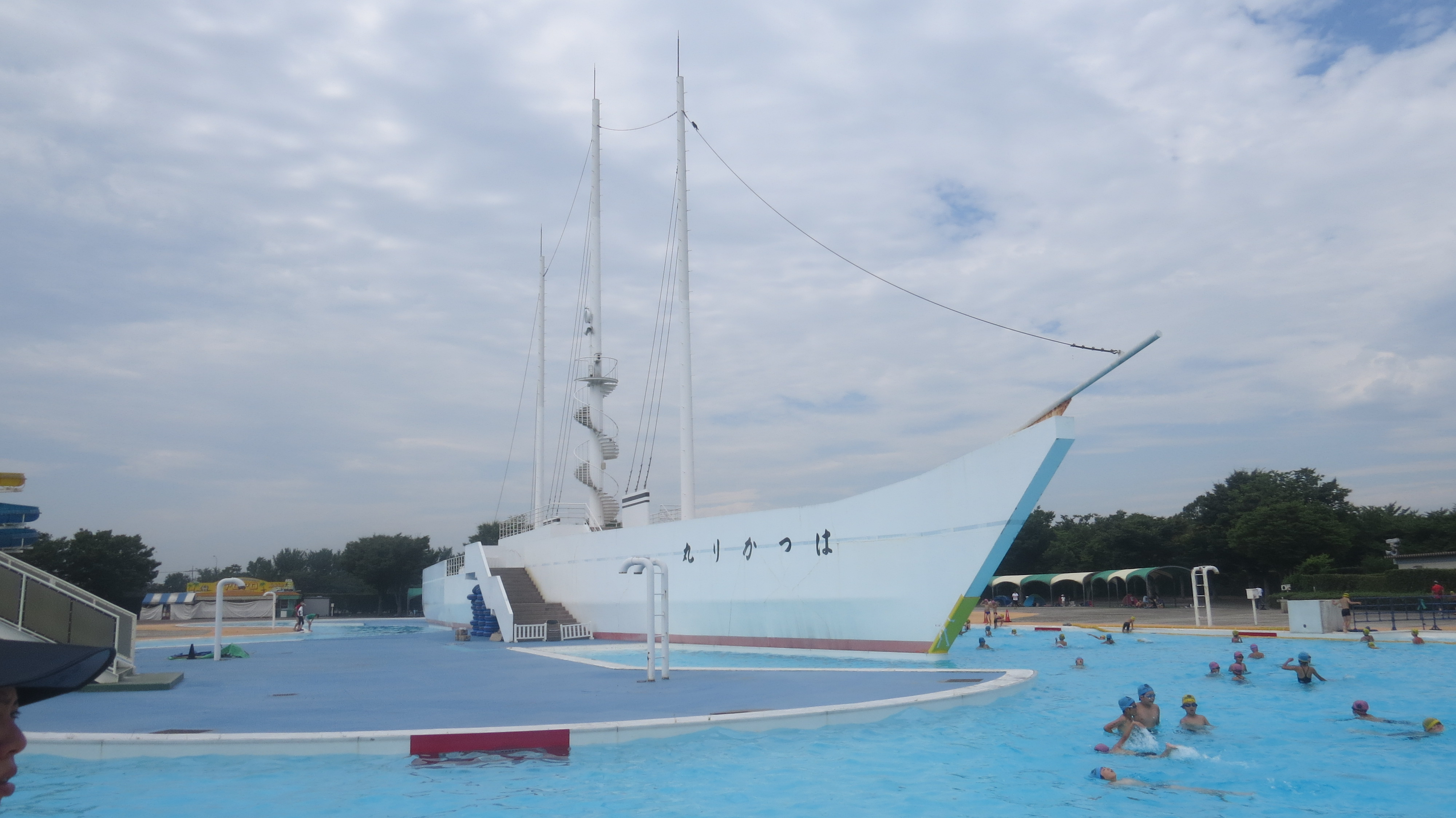
流水プール

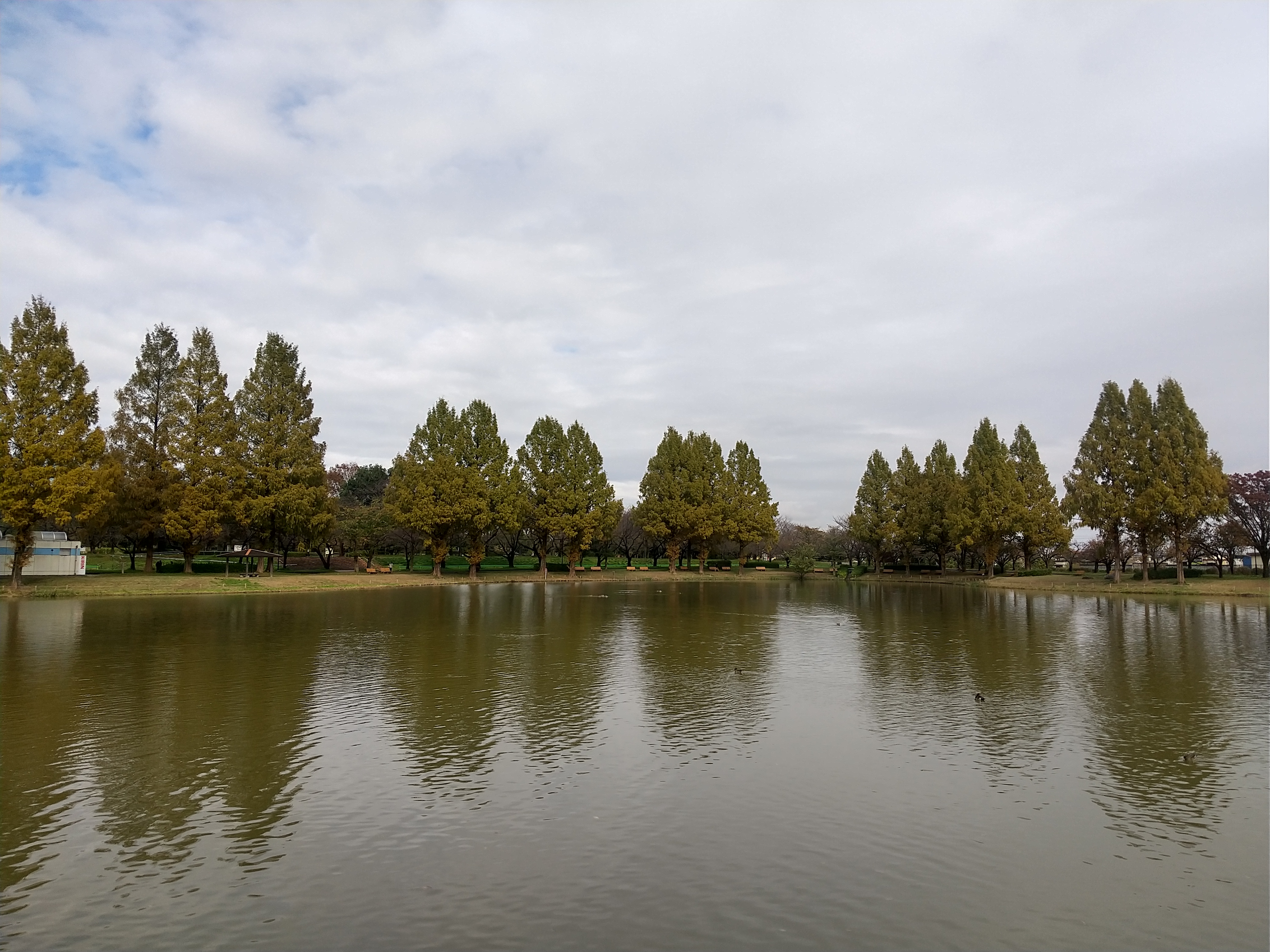
修景池

  5. スライダープール（直線スライダー、チューブスライダー）
  6. ベンチャースライダープール
  7. ちびっこプール
  8. 幼児プール
  9. せせらぎ
- テニスコート
- フットサルコート
- キッズサッカースクール
- テニススクール
- フィットネスクラブ（e-sports）
- ドッグラン（わんこの遊び場）
- マス釣り場（冬期）
- 修景池（春・秋はボート営業）
- バーベキュー広場
- ウォーキングコース（1,400m　※ランニングステーション(男女シャワールーム)有り）

## 交通
- 電車
  - JR川越線西川越駅徒歩15分
- バス
  - 夏季プール期間中、東武東上線・JR川越線川越駅西口、西武新宿線本川越駅から直通バス（西武バスが運行）
  - 閑散期、東武東上線川越駅西口、西武新宿線本川越駅より川越35系統に乗車、「水上公園入口」停留所より徒歩5分。
- 自動車
  - 関越自動車道川越ICから約5km
  - 駐車場：プール期間中2,530台(有料)　プール閉園時650台(無料)